# Mey (Moselle)

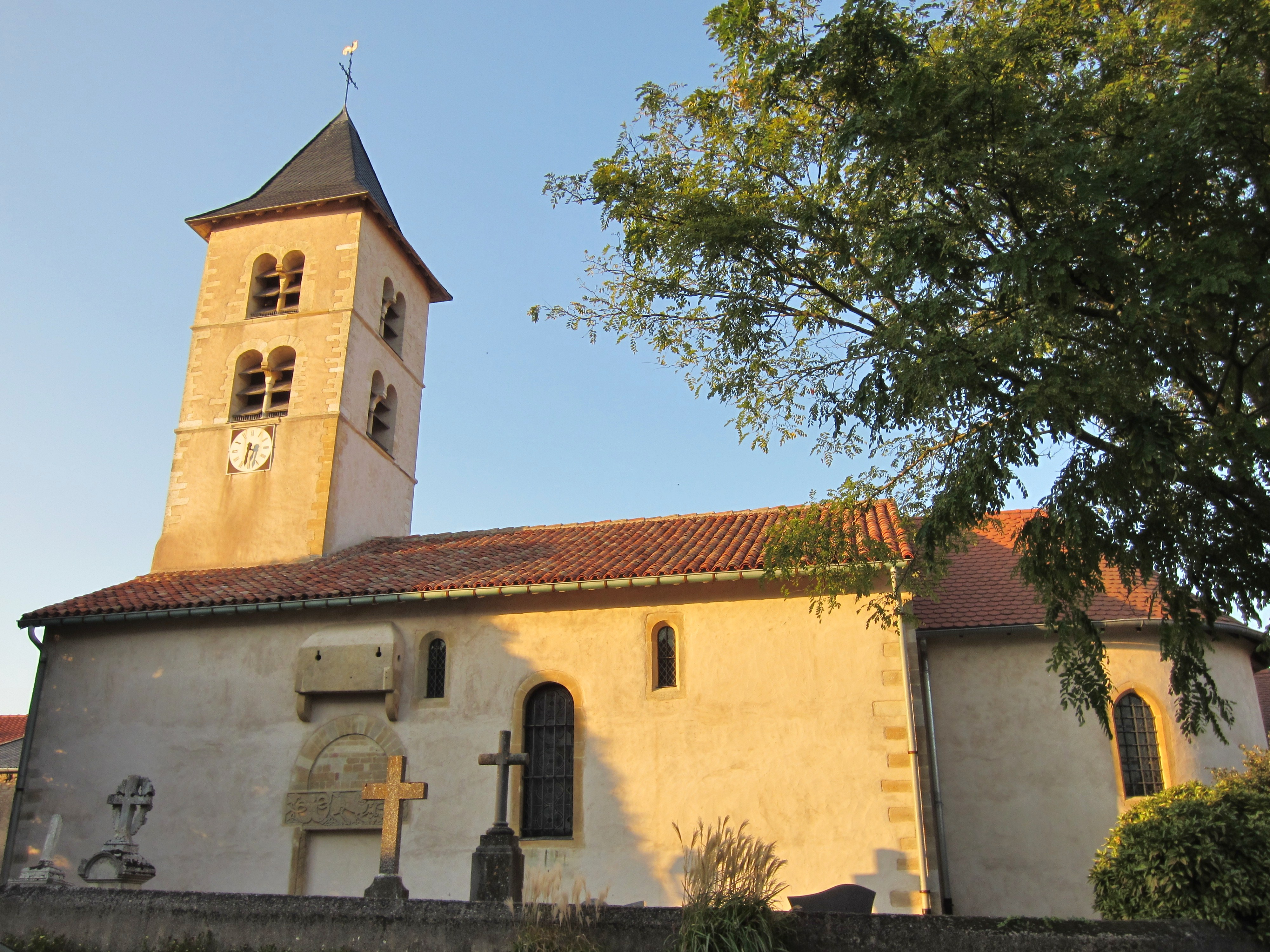
Kirche St. Pierre (11. Jh.)

Mey nordöstlich der Stadt Metz auf einem Plan der Umgebung von Metz um 1900 (rechter Bildrand)

Mey ist eine französische Gemeinde mit 308 Einwohnern (Stand 1. Januar 2022) im Département Moselle in der Region Grand Est (bis 2015 Lothringen). Sie gehört zum Arrondissement Metz und zum Kanton Le Pays messin (bis 2015: Kanton Montigny-lès-Metz).

## Geographie
Das Kirchdorf Mey liegt in Lothringen, fünf Kilometer nordöstlich der Metzer Innenstadt an der rechten Seite des Bachs Vallières auf einer Höhe zwischen 179 und 250 m über dem Meeresspiegel. Das Gemeindegebiet umfasst 1,91 km². Von der Autoroute A4 (Paris–Straßburg) zweigt in Mey die Autoroute A315 nach Metz und zur Metzer Südostumfahrung ab.

## Geschichte
Der Ort wurde 962 erstmals als Maiacum erwähnt. Spätere  Ortsbezeichnungen sind unter anderem Maieum (973), Maiacum (1157), Mayacum (1188), Maye (1226), Maey (1324), Maiey (1404), May, Meii (1544), Mayl (1681)  und Moyes (17. Jh.). Die Dorfkirche, ein romanischer einschiffiger Bau, stammt aus dem 11. Jahrhundert. Die Ortschaft gehörte früher zum Bistum Metz.
Durch den Frankfurter Frieden vom 10. Mai 1871 kam die Region an das deutsche Reichsland Elsaß-Lothringen, und das Dorf wurde dem Landkreis Metz im Bezirk Lothringen zugeordnet. Die Dorfbewohner betrieben Getreide-, Obst-  und Weinbau; auf der Gemarkung des Dorfs gab es eine Kalkbrennerei und eine Mühle am Bach Vallières.
Nach dem Ersten Weltkrieg musste die Region aufgrund der Bestimmungen des Versailler Vertrags 1919 an Frankreich abgetreten werden und wurde Teil des Département Moselle. 
Im Zweiten Weltkrieg war die Region von der deutschen Wehrmacht besetzt.
1915–1918 und 1940–1944 trug er den verdeutschten Namen Maien.

### Bevölkerungsentwicklung
| Jahr      | 1962 | 1968 | 1975 | 1982 | 1990 | 1999 | 2007 | 2019 |
| Einwohner | 71   | 83   | 90   | 147  | 165  | 179  | 204  | 294  |